# Ernest Brunette
Pour les articles homonymes, voir Brunette.
Ernest Brunette est un architecte français né à Reims le 30 juin 1848 et mort à Muizon le 6 mars 1932. Il est le fils de l'architecte Narcisse Brunette.

## Biographie
Édouard Ernest Brunette est né le 30 juin 1848 à Reims.
Il est le fils de l'architecte Narcisse Brunette et de Rosalie Ponsin.
Ernest Brunette fut nommé directeur des travaux d'architecture de la ville de Reims en janvier 1880, poste qu'avait occupé son père entre 1838 et 1877.
Le 27 février 1902, il épousa Marthe Eugénie Lelandais (1862-1957).
Il est décédé le 6 mars 1932 à Muizon et repose au cimetière de l’Ouest de Reims.
Parmi ses principaux ouvrages à Reims, il faut citer la bibliothèque Holden, la Caisse d'Épargne Champagne-Ardenne, la synagogue de Reims, l’église Sainte-Geneviève, le Crématorium du cimetière de l'Est, le cimetière de l’Est, et le cimetière de l’Ouest. Il est également l’architecte de la reconstruction de l’église paroissiale de l'Immaculée Conception à Vrigne-aux-Bois.

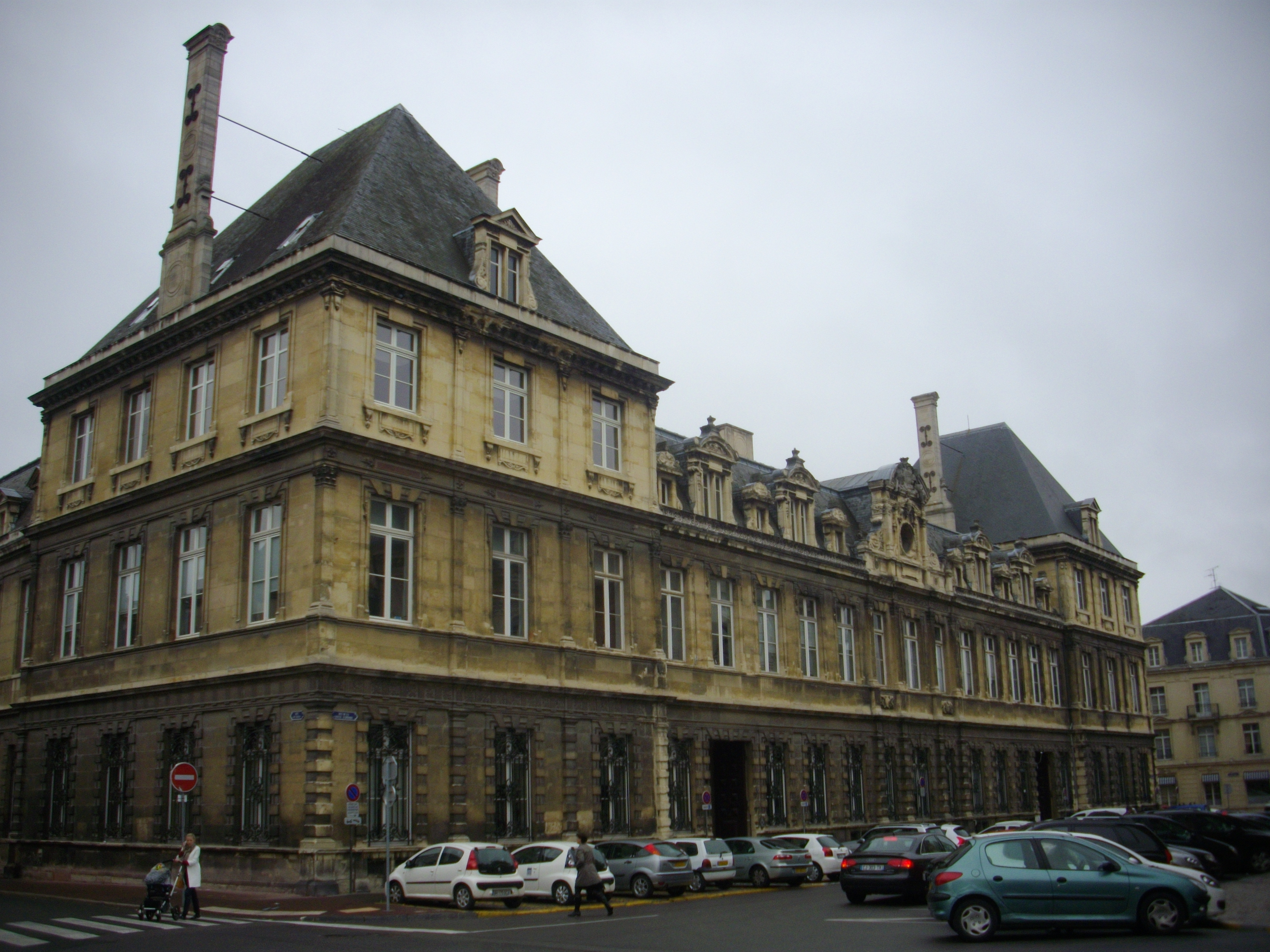
Façade l'Hôtel de ville.

Avec son père, Narcisse Brunette, il construisit de 1863 à 1880 la façade de l’Hôtel de Ville donnant sur la rue de la Grosse-Écritoire.

## Galerie d'images

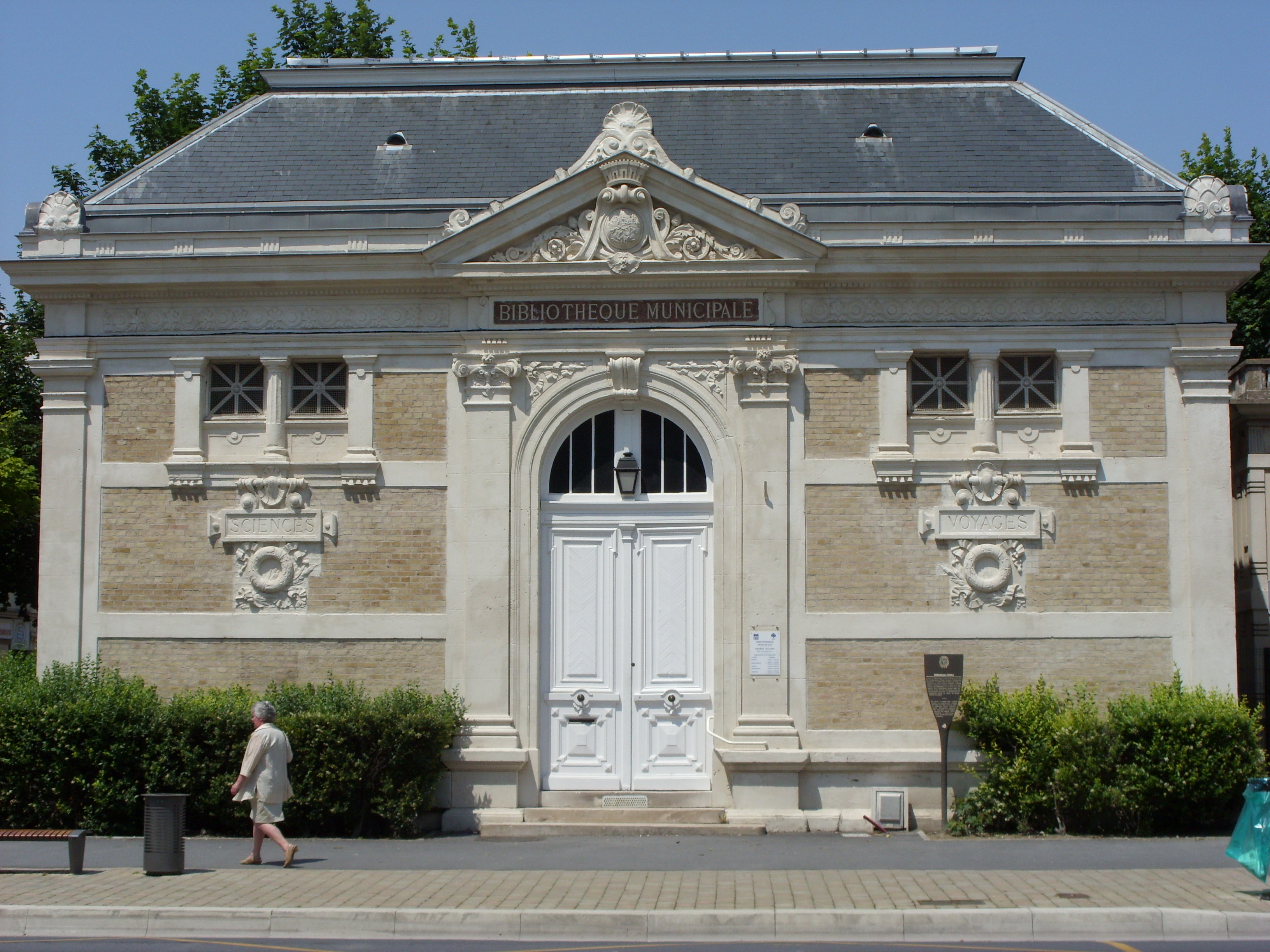
Bibliothèque Holden ;
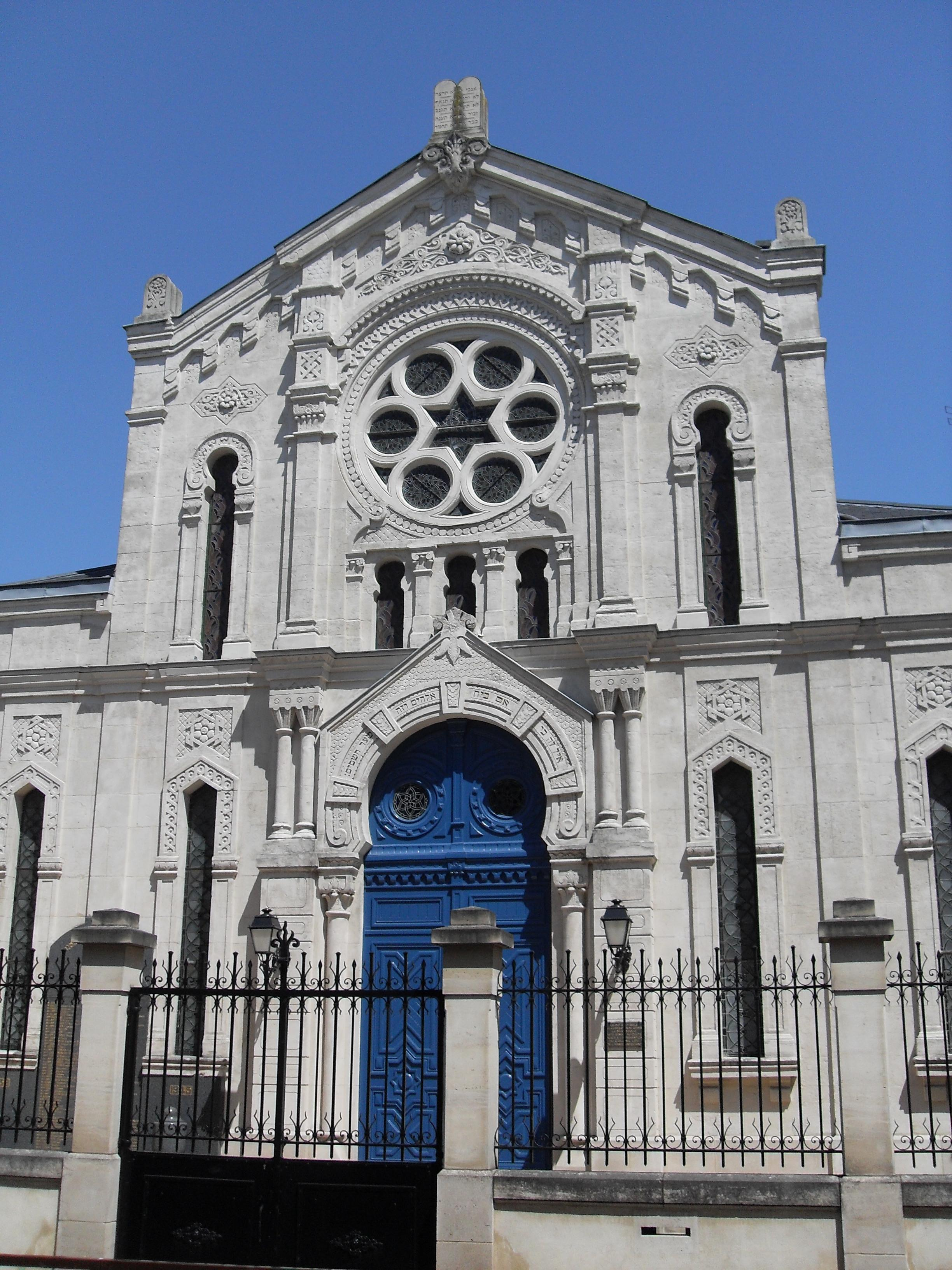
Synagogue de Reims ;
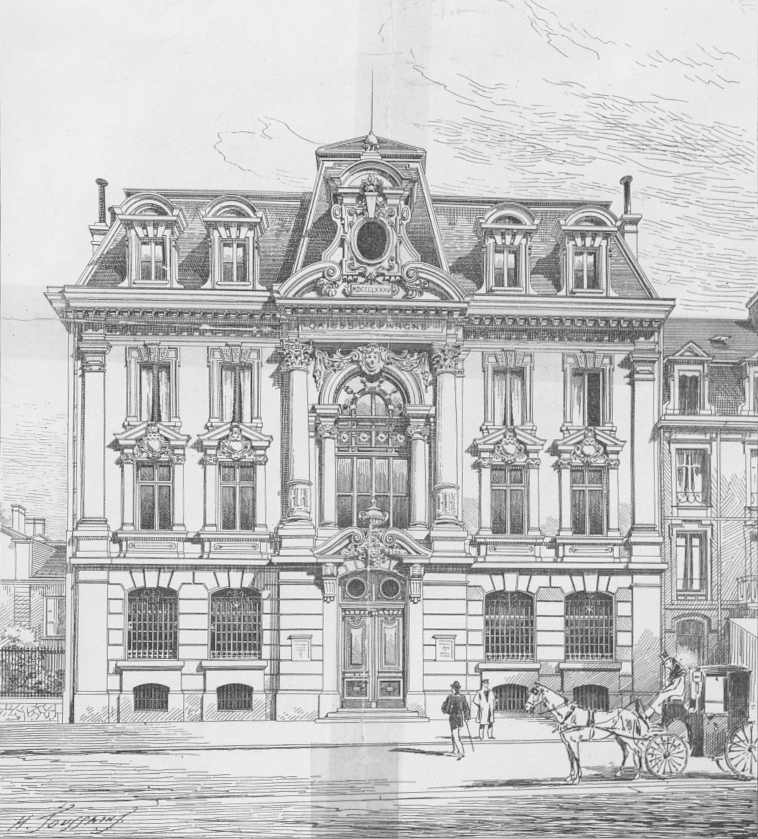
Caisse d'épargne ;
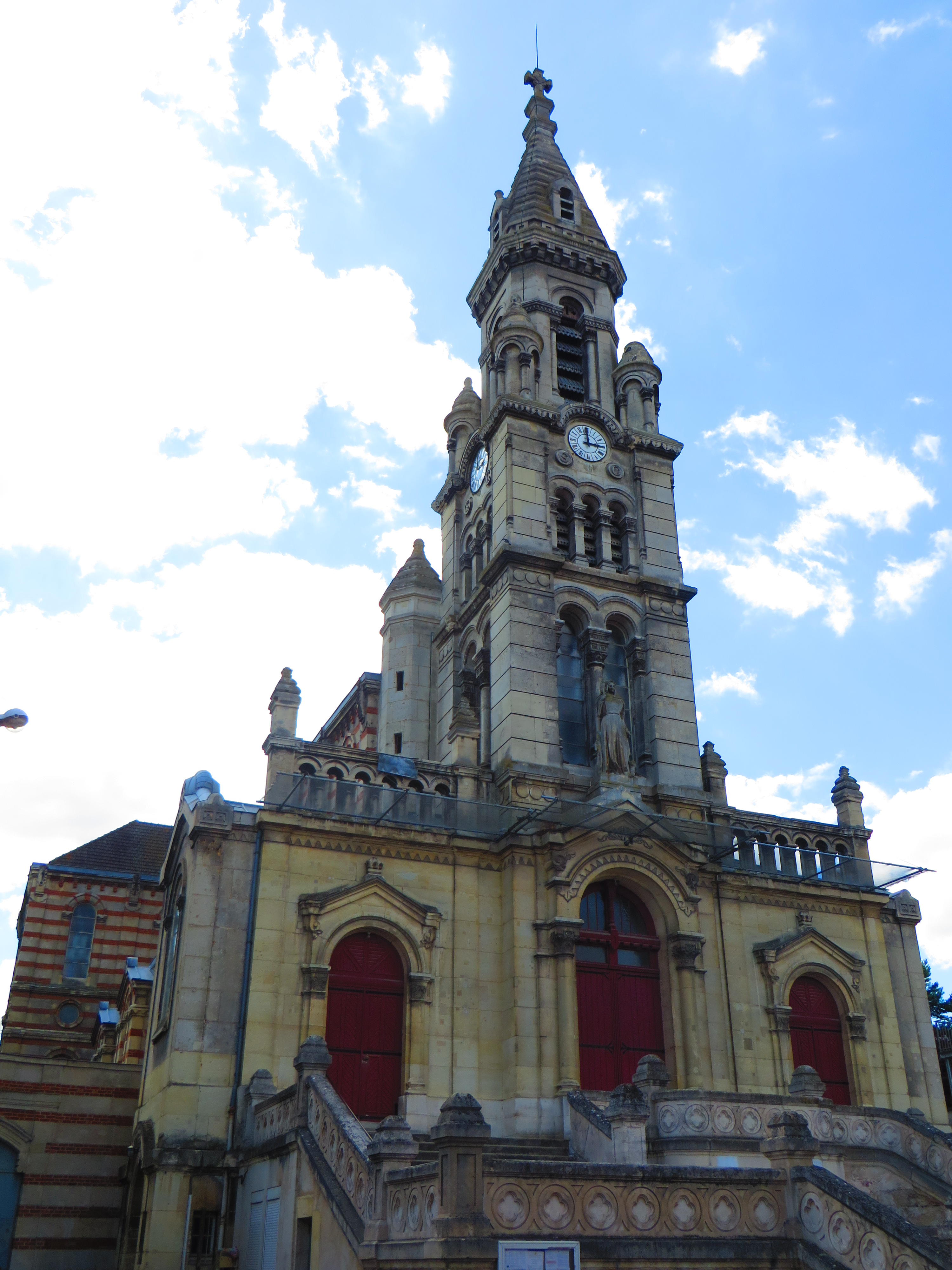
Église Sainte-Geneviève à Reims ;
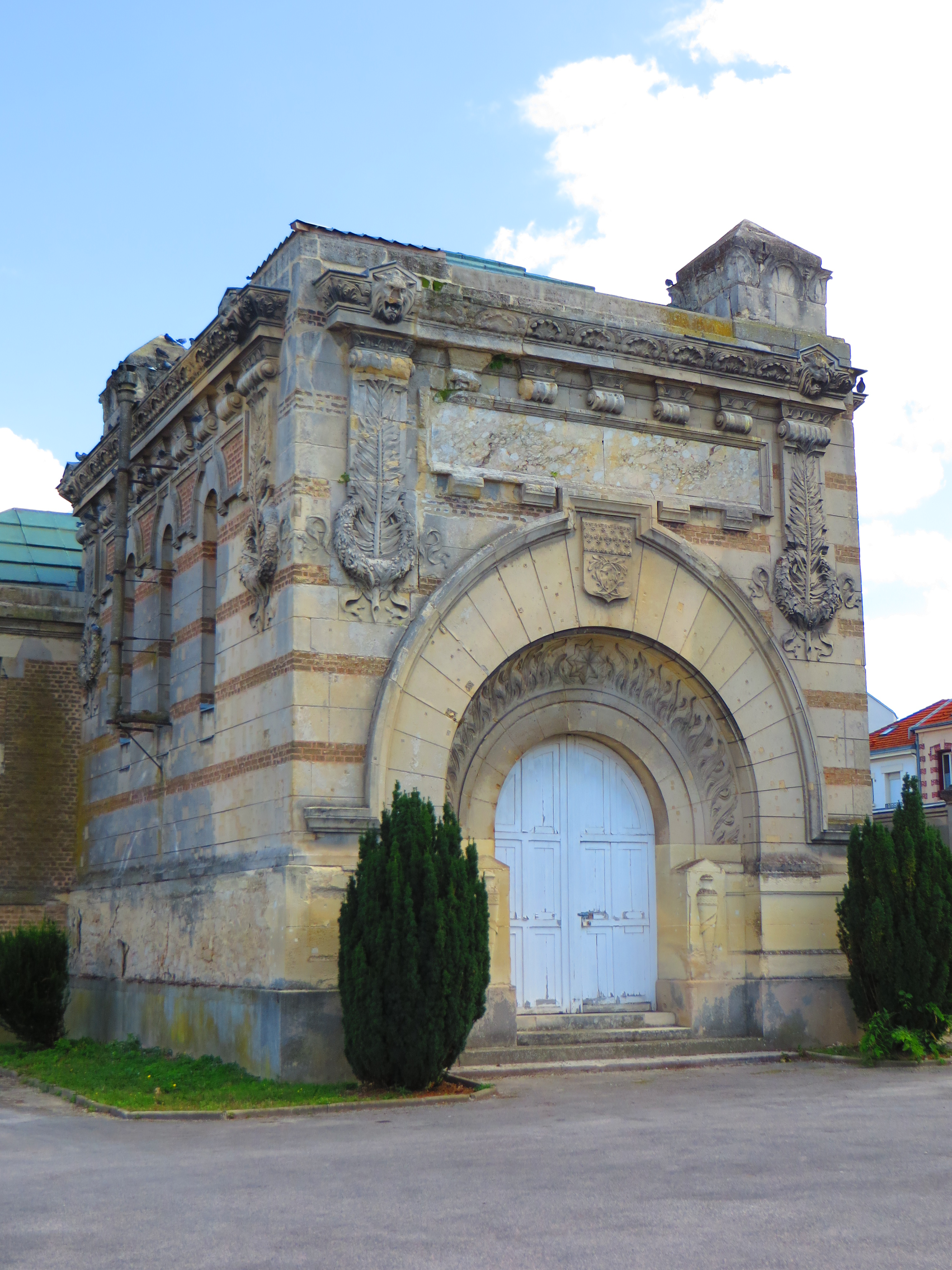
Crématorium du cimetière de l'est de Reims.